# Parlamentswahl in Rumänien 2016
Die Parlamentswahl in Rumänien 2016 fand am 11. Dezember 2016 statt.

## Wahlrecht
Das Wahlrecht wurde 2015 geändert. Gewählt wurden 329 Abgeordnete der Abgeordnetenkammer (Camera Deputaților). Dabei waren 18 Sitze für ethnische Minderheiten und sechs für Rumänen im Ausland reserviert. Außerdem wurden die 136 Mitglieder des Senats (Senatul) gewählt, wobei zwei Sitze für Rumänen im Ausland reserviert waren. Gewählt wurde nach Verhältniswahlrecht. Erstmals konnte per Briefwahl abgestimmt werden. Diese Regelung wurde insbesondere in Hinsicht auf die größer werdende Zahl von Rumänen im Ausland eingeführt.
Es besteht eine Sperrklausel von 5 % für Parteien und 8 bis 10 % für Parteiallianzen.

## Ausgangslage

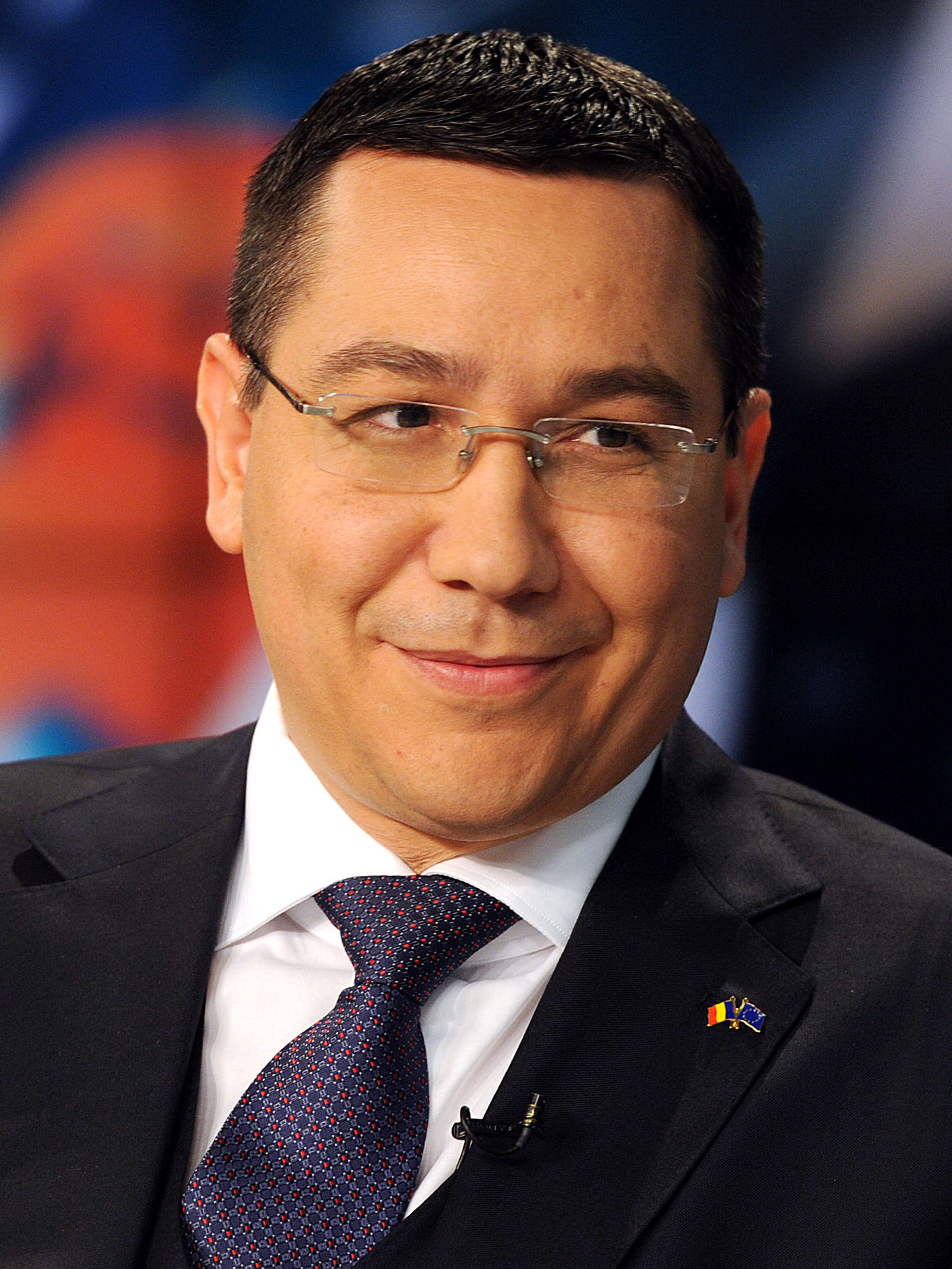
Victor Ponta (Ministerpräsident 2012–2015)
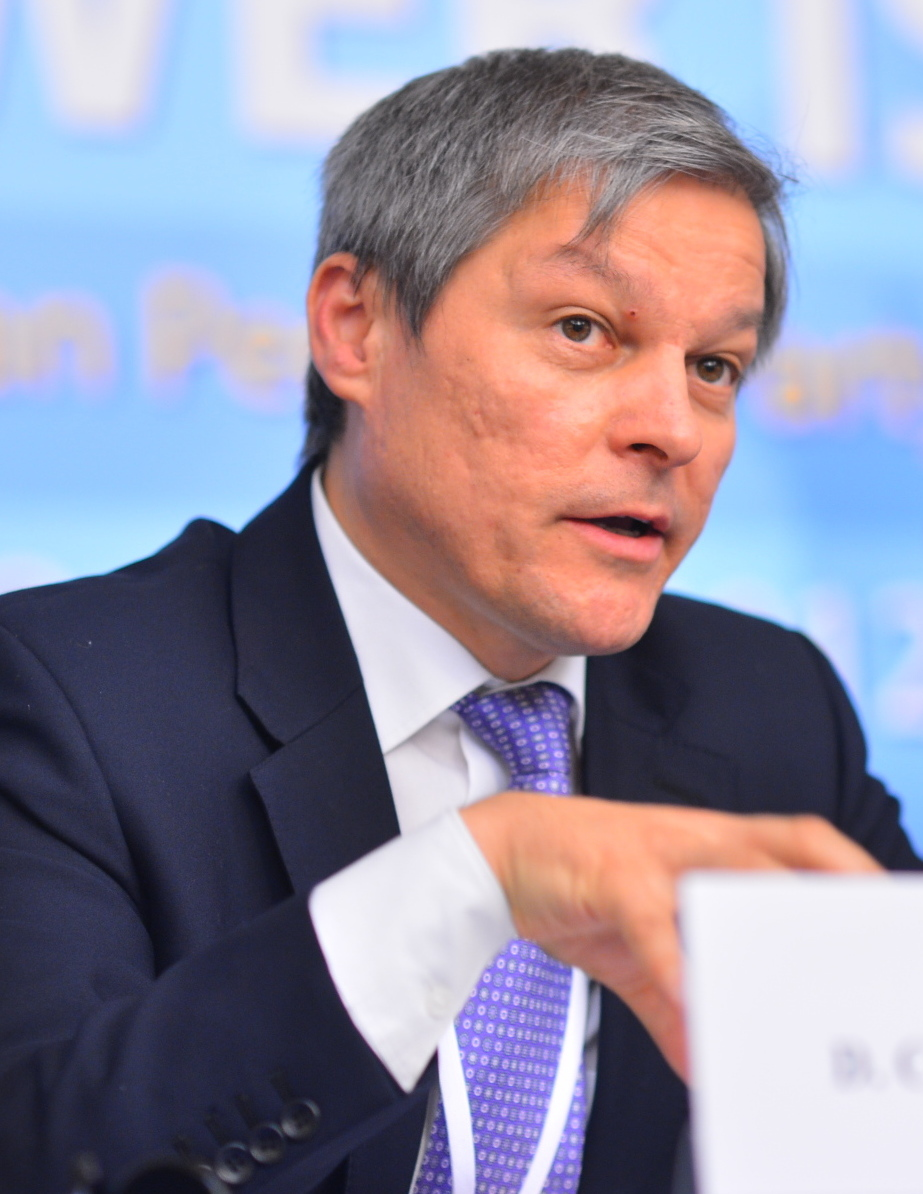
Dacian Cioloș (Ministerpräsident 2015–2017)

| Sitzverteilung 2012–2016 in der AbgeordnetenkammerInsgesamt 356 Sitze - PSD: 127 - PNL: 113 - UNPR: 34 - ALDE: 26 - Sonst.: 23 - Nationale Minderheiten: 17 - UDMR: 16 | Sitzverteilung 2012–2016 im SenatInsgesamt 157 Sitze - PSD: 63 - PNL: 53 - ALDE: 14 - Sonst.: 20 - UDMR: 7 |

Bei den Parlamentswahlen in Rumänien 2012 konnten die in der Sozial-Liberalen Union (USL) zusammengeschlossenen Parteien (Sozialdemokratischen Partei, PSD, Konservative Partei, PC, Nationalliberale Partei, PNL und Nationale Union für den Fortschritt Rumäniens, UNPR) eine absolute Mehrheit gewinnen. In der Folge wurde ihr Spitzenkandidat Victor Ponta, Parteivorsitzender der PSD, zum Ministerpräsidenten gewählt. Die rechts-liberale Nationalliberale Partei (PNL) verließ im Februar 2014 die USL und die Regierung. Bei der Präsidentschaftswahl 2014 gewann der PNL-Kandidat Klaus Johannis gegen Victor Ponta.
Die Regierung kam zunehmend unter Korruptionsvorwürfe. Im Juni 2015 erhob die Staatsanwaltschaft Anklage gegen Ponta wegen Korruption. Nach massiven Protestdemonstrationen, ausgelöst durch einen Brand in einem Bukarester Nachtclub, trat Ponta im November 2015 zurück. Nachfolger wurde der parteilose Dacian Cioloș, der von PSD und PNL unterstützt wurde. Cioloș erklärte, auch weiterhin parteilos bleiben zu wollen.
Im April 2016 wurde der PSD-Vorsitzende Liviu Dragnea wegen versuchten Wahlbetrugs beim Referendum 2012 über die Absetzung des damaligen bürgerlichen Staatspräsidenten Traian Băsescu zu zwei Jahren Haft verurteilt. Die Strafe wurde zur Bewährung ausgesetzt. Vor der Wahl hatte Staatspräsident Klaus Johannis erklärt, keine Politiker mit Justizproblemen mit der Regierungsbildung zu beauftragen.

## Parteien

Spitzenkandidaten der großen Parteien
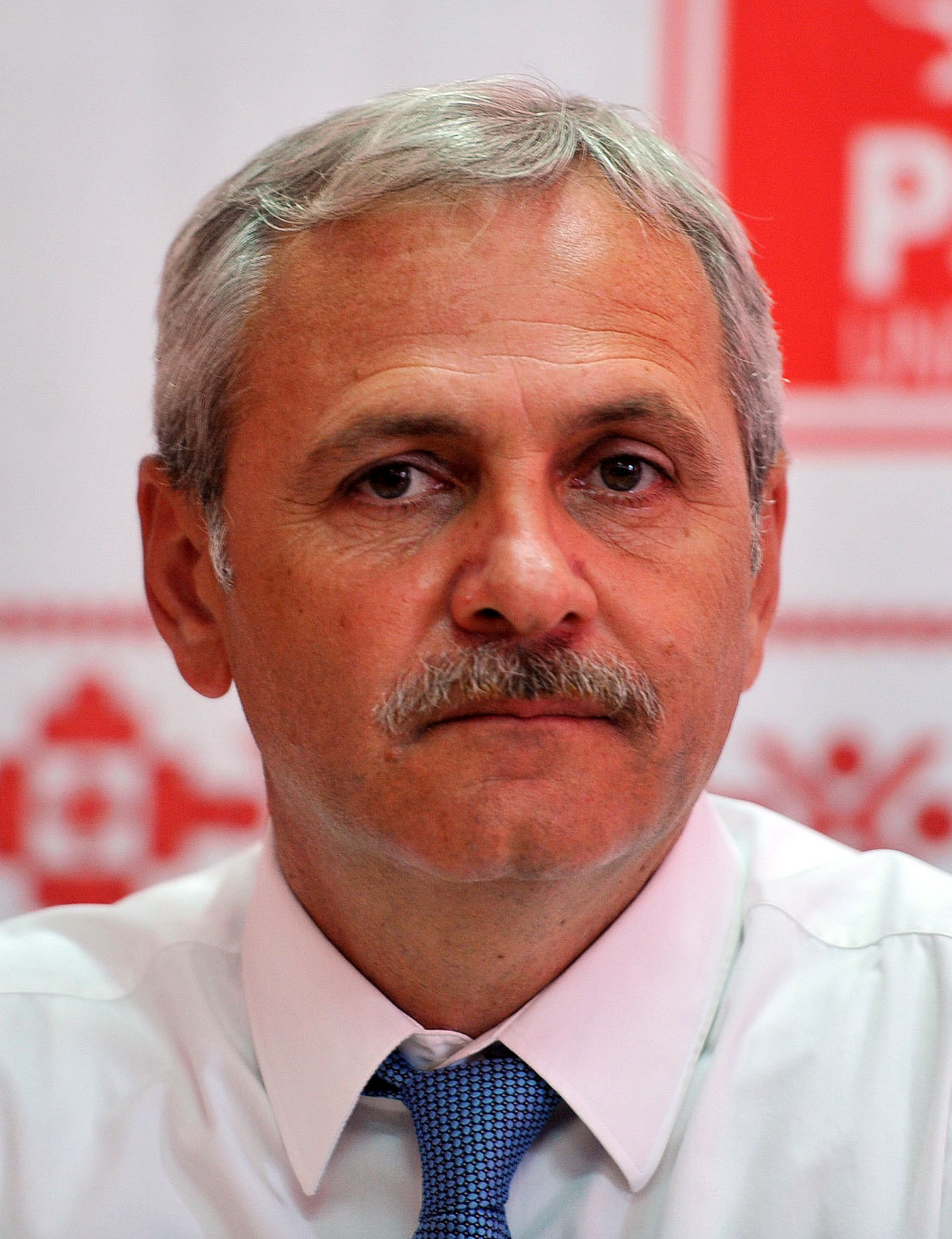
Liviu Dragnea (PSD)
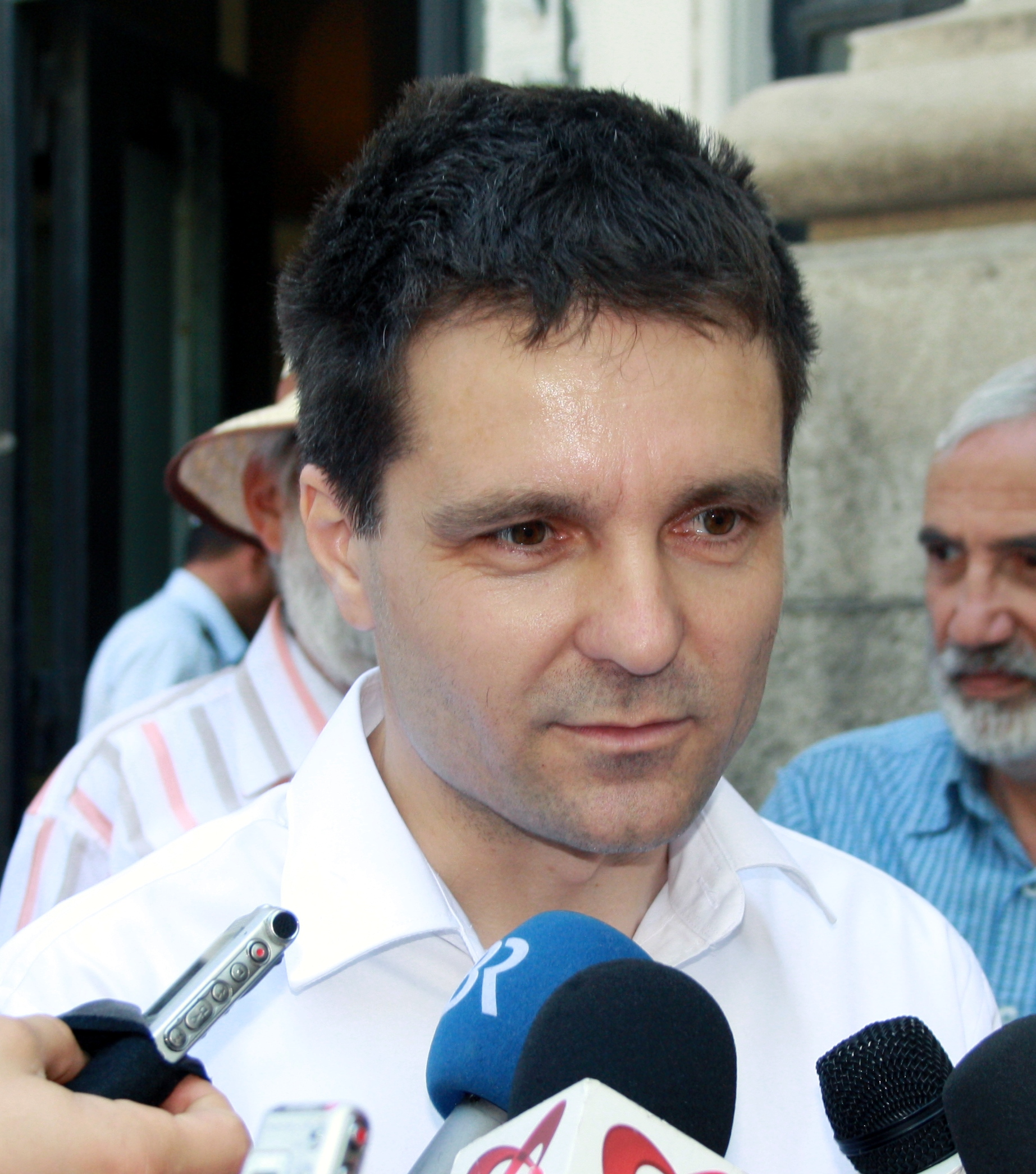
Nicușor Dan (USR)

Die Parteienlandschaft hat sich seit 2012 stark verändert. Insbesondere fusionierte die Liberal-Demokratische Partei (PDL) mit der PNL, nachdem diese bereits im Europaparlament von der ALDE-Fraktion zur EVP-Fraktion gewechselt hatte. Zuvor hatten sich PMP und M10 von der PDL abgespalten.
Die ALDE entstand im Juni 2015 aus der sozialkonservativ ausgerichteten PC und der rechtsliberalen Liberal-Reformerischen Partei PLR, welche wiederum eine Abspaltung von der PNL war. Die links-nationalistische Bürgerpartei von Dan Diaconescu (PP-DD) fusionierte, nachdem Diaconescu wegen Betrugs verurteilt worden war, im Juni 2015 mit der UNPR. Ein Teil der PP-DD-Abgeordneten gründete die National-Demokratische Partei PND. Die UNPR wiederum fusionierte im Juli 2016 mit der PMP, nachdem beide Parteien bei den Kommunalwahlen sehr schlecht abgeschnitten hatten. Noch vor der Fusion war ein Teil der UNPR-Abgeordneten zur PSD übergetreten.
Nach den Wahlerfolgen der Union rettet Bukarest (USB) bei der Kommunalwahl im Juni 2016 – unter anderem erzielte der Bürgermeisterkandidat Nicușor Dan in Bukarest fast 30 % – gründete sich im Juli 2016 die „Union Rettet Rumänien“ (Uniunea Salvați România, USR). Diese kam in den Umfragen aus dem Stand auf etwa 10 %. Sie unterstützte die Weiterführung des Technokratenkabinetts des amtierenden Ministerpräsidenten Dacian Cioloș.
Parteien, die Chancen auf den Einzug ins Parlament hatten
| Kürzel | Parteiname                             | Deutscher Name                             | Ausrichtung           | Europäische Partei |
| ------ | -------------------------------------- | ------------------------------------------ | --------------------- | ------------------ |
| PSD    | Partidul Social Democrat               | Sozialdemokratische Partei                 | Sozialdemokratisch    | SPE                |
| PNL    | Partidul Național Liberal              | National-Liberale Partei                   | Liberal-Konservativ   | EVP                |
| ALDE   | Alianța Liberalilor și Democraților    | Allianz der Liberalen und Demokraten       | Liberal               | ALDE               |
| UDMR   | Uniunea Democrată Maghiară din România | Demokratische Union der Ungarn in Rumänien | Vertretung der Ungarn | EVP                |
| PMP    | Partidul Mișcarea Populară             | Partei der Volksbewegung                   | Christdemokratisch    | EVP                |
| USR    | Uniunea Salvați România                | Union Rettet Rumänien                      | Zentristisch          | –                  |

Weitere Parteien
| PRM   | Partidul România Mare                       | Großrumänien-Partei                        | Rechtsextrem          | –    |
| M10   | M10                                         | M hoch 10                                  | Konservativ, Libertär | AEKR |
| PNȚCD | Partidul Național Țărănesc Creștin Democrat | Nationale Christdemokratische Bauernpartei | Christdemokratisch    | EVP  |
| PRU   | Partidul România Unită                      | Partei Vereinigtes Rumänien                | Rechtsradikal         | –    |
| PSRO  | Partidul Social Românesc                    | Soziale Partei Rumäniens                   | Sozialdemokratisch    | –    |

## Wahlumfragen
Ergebnisse mit mindestens 5 % (Sperrklausel) sind fett gedruckt.
| Institut   | Datum      | PSD   | PNL   | ALDE | UNPR  | UDMR | PRM | PMP | PNȚCD | M10 | PRU | PSRO | USR  | Sonst. |
| ---------- | ---------- | ----- | ----- | ---- | ----- | ---- | --- | --- | ----- | --- | --- | ---- | ---- | ------ |
| INSCOP     | 14.07.2015 | 37,1  | 44,5  | 3,0  | –     | 5,1  | 2,1 | 2,4 | 1,2   | 2,3 | –   | –    | –    | 2,3    |
| CSCI       | 17.08.2015 | 37    | 41    | 3    | 2     | 5    | –   | 3   | –     | 5   | 3   | –    | –    | 1      |
| INSCOP     | 07.09.2015 | 35    | 42    | 2,6  | 5,1   | 5    | 1,3 | 2,5 | 1     | 2   | 1   | 2    | –    | 0,5    |
| INSCOP     | 02.12.2015 | 36,3  | 40,1  | 4    | 2,6   | 5,2  | 1,1 | 4,4 | 1,1   | 2,4 | –   | 2,1  | –    | 0,8    |
| ARP        | 06.12.2015 | 34    | 35    | 6,5  | 2,5   | 4    | 5   | 7,5 | 2,5   | 1,5 | –   | 1,5  | –    | n. a.  |
| CIADO      | 06.02.2016 | 36,42 | 35,45 | 4,57 | s.PSD | –    | –   | –   | –     | –   | –   | –    | –    | 23,56  |
| INSCOP     | 07.04.2016 | 38,0  | 37,2  | 5,3  | 1,2   | 5,0  | 1,0 | 5,1 | 0,4   | 2,2 | 1,2 | 1,8  | –    | 1,6    |
| ARP        | 24.09.2016 | 38    | 30    | 5,5  | PMP   | 5    | –   | 4   | –     | –   | –   | –    | 9    | n. a.  |
| Kantar TNS | 02.10.2016 | 45    | 25    | 7    | PMP   | 5    | –   | 4   | –     | –   | 1   | –    | 10   | n. a.  |
| CIADO      | 05.11.2016 | 44,6  | 29,3  | 6,5  | PMP   | 5,2  | –   | 4,9 | –     | –   | 2,5 | –    | 5,7  | n. a.  |
| CCSB       | 18.11.2016 | 40,2  | 27,2  | 5,2  | PMP   | 5,4  | –   | 5,0 | –     | –   | 4,2 | –    | 11,0 | 1,8    |
| Kantar TNS | 23.11.2016 | 40    | 18    | 7    | PMP   | 3    | –   | 7   | –     | –   | 3   | –    | 19   | 3      |

## Ergebnisse

### Abgeordnetenkammer
- PSD: 154
- PNL: 69
- USR: 30
- UDMR: 21
- ALDE: 20
- PMP: 18
- Nationale Minderheiten: 17

| Listen                                          | Listen | Stimmen    | %    | Mandate | +/- |
| ----------------------------------------------- | --- | ---------- | ---- | ------- | --- |
|                                                 | Partidul Social Democrat | 3.204.864  | 45,5 | 154     | +4  |
|                                                 | Partidul Național Liberal | 1.412.377  | 20,0 | 69      | –31 |
|                                                 | Uniunea Salvați România | 625.154    | 8,9  | 30      | Neu |
|                                                 | Demokratische Union der Ungarn in Rumänien | 435.969    | 6,2  | 21      | +3  |
|                                                 | Alianța Liberalilor și Democraților | 396.386    | 5,6  | 20      | Neu |
|                                                 | Partidul Mișcarea Populară | 376.891    | 5,3  | 18      | Neu |
|                                                 | Partidul România Unită | 196.397    | 2,8  | –       | Neu |
|                                                 | Partidul România Mare | 73.264     | 1,0  | –       | –   |
|                                                 | Partidul Ecologist Român | 62.414     | 0,9  | –       | –   |
|                                                 | Alianța Noastră România | 61.206     | 0,9  | –       | –   |
|                                                 | Partidul Socialist Român | 24.580     | 0,3  | –       | –   |
|                                                 | Partidul Puterii Umaniste (social-liberal) | 2.599      | 0,0  | –       | Neu |
|                                                 | Partidul Noua Românie | 1.764      | 0,0  | –       | Neu |
|                                                 | Platforma Acțiunea Civică a Tinerilor | 609        | 0,0  | –       | Neu |
|                                                 | Partidul Verde | 566        | 0,0  | –       | Neu |
|                                                 | Blocul Unității Naționale | 518        | 0,0  | –       | Neu |
|                                                 | Partidul Vrancea Noastră | 511        | 0,0  | –       | Neu |
|                                                 | Unabhängige | 76.764     | 1,1  | –       | –   |
|                                                 | Minderheiten Davon: - Partida Romilor „Pro-Europa“ (13.126 Stimmen, 0,2 %) - Demokratisches Forum der Deutschen in Rumänien (12.375 Stimmen, 0,2 %) | 94.551     | 1,3  | 18      | –   |
| Gesamt                                          | Gesamt | 7.047.384  | 100  | 329     | −83 |
|                                                 | |            |      |         |     |
| Ungültige Stimmen                               | Ungültige Stimmen | 275.984    | 3,8  |         |     |
| Wähler                                          | Wähler | 7.323.368  | 39,8 |         |     |
| Wahlberechtigte                                 | Wahlberechtigte | 18.403.044 |      |         |     |
|                                                 | |            |      |         |     |
| Quelle: Biroul electoral central, Proces-verbal | |            |      |         |     |

### Senat
- PSD: 67
- PNL: 30
- USR: 13
- UDMR: 9
- ALDE: 9
- PMP: 8

| Listen                                          | Listen                                     | Stimmen    | %    | Mandate | +/- |
| ----------------------------------------------- | ------------------------------------------ | ---------- | ---- | ------- | --- |
|                                                 | Partidul Social Democrat                   | 3.221.786  | 45,7 | 67      | +8  |
|                                                 | Partidul Național Liberal                  | 1.440.193  | 20,4 | 30      | −20 |
|                                                 | Uniunea Salvați România                    | 629.375    | 8,9  | 13      | Neu |
|                                                 | Demokratische Union der Ungarn in Rumänien | 440.409    | 6,2  | 9       | ±0  |
|                                                 | Alianța Liberalilor și Democraților        | 423.728    | 6,0  | 9       | Neu |
|                                                 | Partidul Mișcarea Populară                 | 398.791    | 5,7  | 8       | Neu |
|                                                 | Partidul România Unită                     | 207.977    | 2,9  | –       | Neu |
|                                                 | Partidul România Mare                      | 83.568     | 1,2  | –       | –   |
|                                                 | Partidul Ecologist Român                   | 77.281     | 1,1  | –       | –   |
|                                                 | Alianța Noastră România                    | 66.774     | 0,9  | –       | –   |
|                                                 | Partidul Socialist Român                   | 32.808     | 0,5  | –       | –   |
|                                                 | Partidul Puterii Umaniste (social-liberal) | 3.066      | 0,0  | –       | Neu |
|                                                 | Partidul Noua Românie                      | 2.349      | 0,0  | –       | Neu |
|                                                 | Blocul Unității Naționale                  | 739        | 0,0  | –       | Neu |
|                                                 | Partidul Verde                             | 719        | 0,0  | –       | Neu |
|                                                 | Platforma Acțiunea Civică a Tinerilor      | 719        | 0,0  | –       | Neu |
|                                                 | Partidul Vrancea Noastră                   | 652        | 0,0  | –       | Neu |
|                                                 | Partidul Romilor Democrați                 | 648        | 0,0  | –       | Neu |
|                                                 | Partidul Republican din România            | 52         | 0,0  | –       | Neu |
|                                                 | Unabhängige                                | 21.395     | 0,3  | –       | –   |
| Gesamt                                          | Gesamt                                     | 7.052.966  | 100  | 136     | –40 |
|                                                 |                                            |            |      |         |     |
| Ungültige Stimmen                               | Ungültige Stimmen                          | 270.402    | 3,7  |         |     |
| Wähler                                          | Wähler                                     | 7.323.368  | 39,8 |         |     |
| Wahlberechtigte                                 | Wahlberechtigte                            | 18.403.044 |      |         |     |
|                                                 |                                            |            |      |         |     |
| Quelle: Biroul electoral central, Proces-verbal |                                            |            |      |         |     |

## Regierungsbildung
PSD und ALDE einigten sich nach der Wahl darauf, gemeinsam die Regierung zu bilden. Der ehemalige PSD-Vorsitzende Liviu Dragnea schlug Sevil Shhaideh (PSD) dem Staatspräsidenten Klaus Johannis als Ministerpräsidentin vor, der sie aber ablehnte. Der zweite Vorschlag, der ehemalige Telekommunikationsminister und Vizebürgermeister von Timișoara, Sorin Grindeanu (PSD), wurde von Johannis akzeptiert.